# Bertelsmann
A Bertelsmann é um conglomerado de mídia alemão, nomeadamente nas áreas da televisão, da publicação de livros, da publicação de revistas, dos serviços e da impressão. É responsável pelos grupos RTL Television, Gruner + Jahr, Prisma Group, BMG, Random House, Direct Group, Arvato e Sonopress. Em 2008 a empresa declarou uma receita de 7,2 mil milhões de euros.

## Historia
Fundada em 1835, a empresa tem as suas raízes na cidade de Gütersloh. Actualmente, opera em mais de 60 países e já emprega mais de 75 mil trabalhadores. Em 2012, a empresa alemã conseguiu obter receitas que ultrapassam os 16 mil milhões de euros.
Foi o empresário alemão, Reinhard Mohn, que transformou a Bertelsmann de uma pequena tipografia num dos maiores grupos de mídia do mundo. Mohn, que assumiu a direção do C. Bertelsmann Verlag em 1947, foi seu presidente até 1981.
Ao longo do tempo, o grupo Bertelsmann expandiu suas atividades e criou clubes do livro, editoras e tipografias e adquiriu jornais e emissoras de televisão e de rádio. O grupo, que globalmente emprega mais de 111 mil pessoas, é a maior companhia europeia do sector dos media, e os seus activos incluem a rede RTL, a editora discográfica BMG e as editora de livros Penguin Random House. A companhia opera em 63 países e emprega mais de 75 mil trabalhadores. China, Índia e Brasil são alguns dos mercados em que a Bertelsmann quer crescer, mas há outros, como a Rússia, que o grupo descarta. Segundo Thomas Rabe, a Bertelsmann não planeia entrar na Rússia em nenhuma das suas linhas de negócio. O grupo saiu do mercado russo de televisão no ano passado por ser “difícil” aos media operar nesse domínio, explicou o CEO da Bertelsmann.
Em 2010 a Bertelsmann vendeu alguns dos seus activos em Portugal, entre os quais a Bertrand e o Círculo de Leitores, então adquiridos pela Porto Editora. O grupo alemão permanece ainda com quatro negócios no mercado português, nomeadamente a Ilimitada Pub, a All Media Edições, a Motor Press Lisboa e a Arvato Portugal.
Bertelsmann colocou o Brasil na estratégia para crescer pelos próximos anos.